# Nikola Nosková
Nikola Nosková, née le 1er juillet 1997 à Jablonec nad Nisou, est une coureuse cycliste tchèque. Elle pratique le cyclo-cross et la course sur route.

## Biographie
En 2017, lors de l'Emakumeen Euskal Bira, elle se classe sixième de la troisième étape. Le lendemain, sur l'étape menant au  Sanctuaire de San Migel d'Aralar, elle prend la deuxième place seulement devancée par Annemiek van Vleuten après avoir suivie l'attaque d'Ashleigh Moolman. Huitième de l'ultime étape, elle termine l'épreuve à la sixième place du classement général et meilleure jeune.

## Palmarès en cyclo-cross
- 2012-2013
  - 3e du championnat de République tchèque
- 2015-2016
  - Toi Toi Cup #3, Milovice
  - Toi Toi Cup #6, Hole Vrchy
  - 2e à Toi Toi Cup #4, Tábor
  - 2e du championnat du monde espoirs
  - 3e du championnat de République tchèque
- 2016-2017
  - 2e à Toi Toi Cup #5, Slaný
  - 2e du championnat de République tchèque
- 2017-2018
  - Toi Toi Cup #7, Kolín
  -  Médaillée de bronze du championnat d'Europe de cyclo-cross espoirs
  - 3e du championnat de République tchèque
- 2020-2021
  - 2e du championnat de République tchèque
- 2023-2024
  - 2e du championnat de Tchéquie

## Palmarès sur route

### Par année
- 2014
  -  Championne de République tchèque sur route juniors
  -  Championne de République tchèque du contre-la-montre juniors
- 2017
  -  Championne de République tchèque sur route
  -  Championne de République tchèque du contre-la-montre
  - Tour du Trentin
- 2018
  -  Championne d'Europe sur route espoirs
  - 2e du championnat de République Tchèque sur route
  -  Médaillée de bronze du championnat d'Europe du contre-la-montre espoirs
- 2019
  - 3e du Tour d'Émilie
- 2020
  -  Championne de République tchèque du contre-la-montre
- 2023
  - 3e du Tour de la Communauté valencienne

### Résultats sur les grands tours

#### Tour d'Italie
1 participation
- 2024 : abandon (7e étape)

#### Tour de France
1 participation
- 2024 : 91e

#### Tour d'Espagne
1 participation
- 2025 : 73e

### Classements mondiaux
| Année                                 | 2016 | 2017 | 2018 | 2019 | 2020 | 2021 | 2022 | 2023 | 2024 |
| ------------------------------------- | ---- | ---- | ---- | ---- | ---- | ---- | ---- | ---- | ---- |
| Classement UCI                        | 532e | 66e  | 126e | 93e  | 148e | 184e | 402e | 218e | 164e |
| UCI World Tour                        | nc   | 168e | 125e | 118e | nc   | nc   | nc   | 125e | 173e |
|                                       |      |      |      |      |      |      |      |      |      |
| Légende : nc = non classéSource : UCI |      |      |      |      |      |      |      |      |      |

## Palmarès en VTT
- 2014
  - Jeux olympiques de la jeunesse :
    - Relais Mixte
    - 2e de la course par équipes

  - 3e du championnats de République tchèque de cross-country juniors